# Mărtinești, Cluj

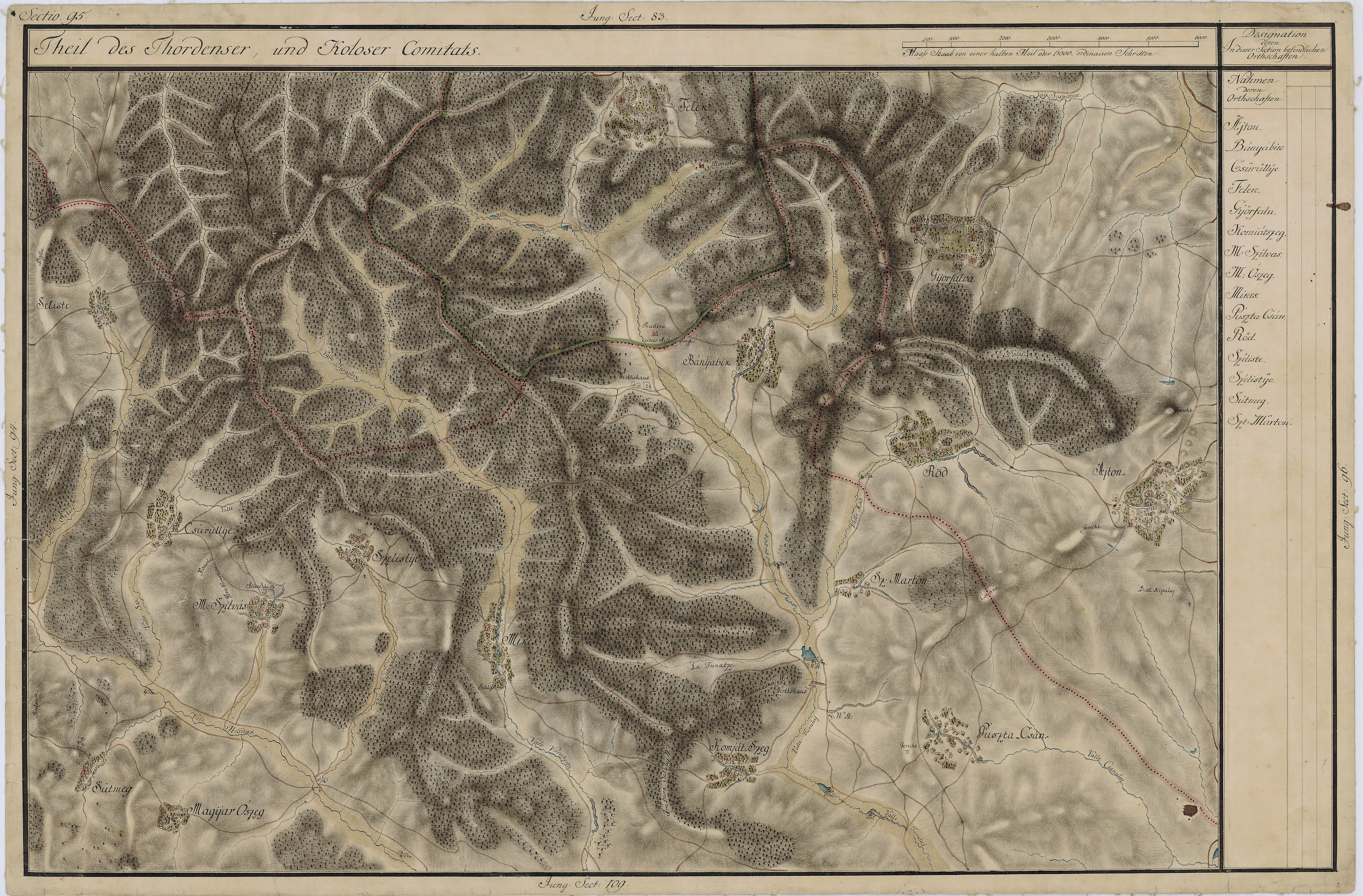
Mărtineşti pe Harta Iosefină a Transilvaniei, 1769-1773 (Sectio 095)

Mărtinești (în trecut Sânmartinul Deșert sau Pusta-Sânmartin; în maghiară Pusztaszentmárton) este un sat în comuna Tureni din județul Cluj, Transilvania, România. Se află la o distanță rutieră de 20 km față de municipiul Cluj-Napoca.

## Istoric
În anul 1332 satul Mărtinești apare menționat sub numele de “Sancto Martino”, în 1362 "Pass Zenthmarton", în 1366 "Terra Sancti Martini", în 1502 "Villa Zenthmarthon", în 1587 "Kaposztas Zent Márton", între 1760-1762 "Puszta Szent Márton" iar după 1854, un mare număr de ani, "Pusta San Martin", uneori "Puszta Szent Márton". Această așezare s-a numit o perioadă și "Pusztaszentmarton" (“Sânmărtinul Deșert”). 
O serie de documente amintesc de preotul Dezideriu și de alti preoți din Mărtinești, care plăteau anual dijme papale.
Fostul sat Harmos (care în trecut a avut statut de sat, acum fiind înglobat în satul Mărtinești), își avea numele de la cele trei hanuri care existau aici. Se afla între Tureni - Comșești - Mărtinești, "la șosea", pe drumul Turda-Cluj. Despre acest sat se spune că ar fi fost locul unde se opreau, pentru a se ospăta și a-și odihni și adăpa caii, călătorii aflați la drum lung. 
În 1658 localitatea (cu locuitori majoritar maghiari, de credință unitariană) a fost devastată și depopulată, la o mare invazie a turcilor și tătarilor. Ulterior a fost repopulată cu români.
Pe Harta Iosefină a Transilvaniei din 1769-1773 (Sectio 095), localitatea apare sub numele de „Sz. Marton”.

## Monumente
Următoarele obiective au fost înscrise pe Lista monumentelor istorice din județul Cluj, elaborată de Ministerul Culturii din România în anul 2015:
- Tumulii[4] preistorici, plasați extravilan (cod LMI CJ-I-s-B-07101).
- Situl arheologic din punctul “Dealul Bisericii” (cod LMI CJ-I-s-B-07102).

## Demografie
De-a lungul timpului populația localității a evoluat astfel:

## Personalități
- Augustin Presecan, arhitect și urbanist român.

## Galerie de imagini

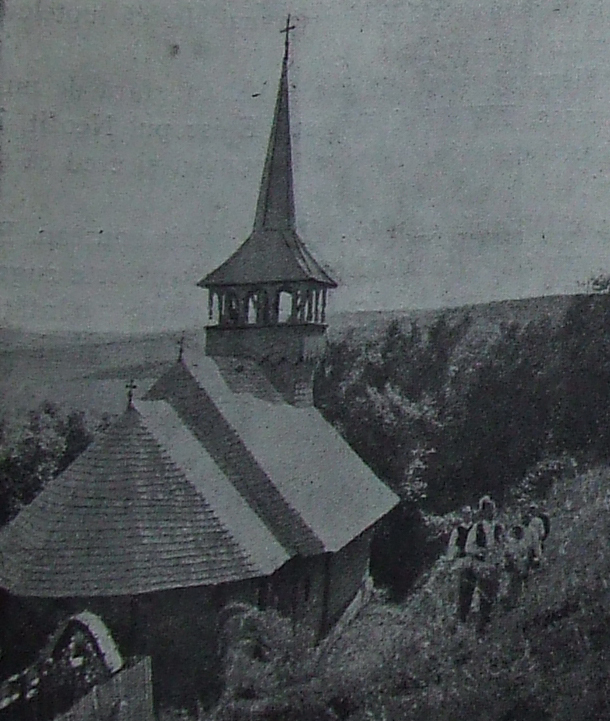
Biserica de lemn dispărută (imagine de arhivă)
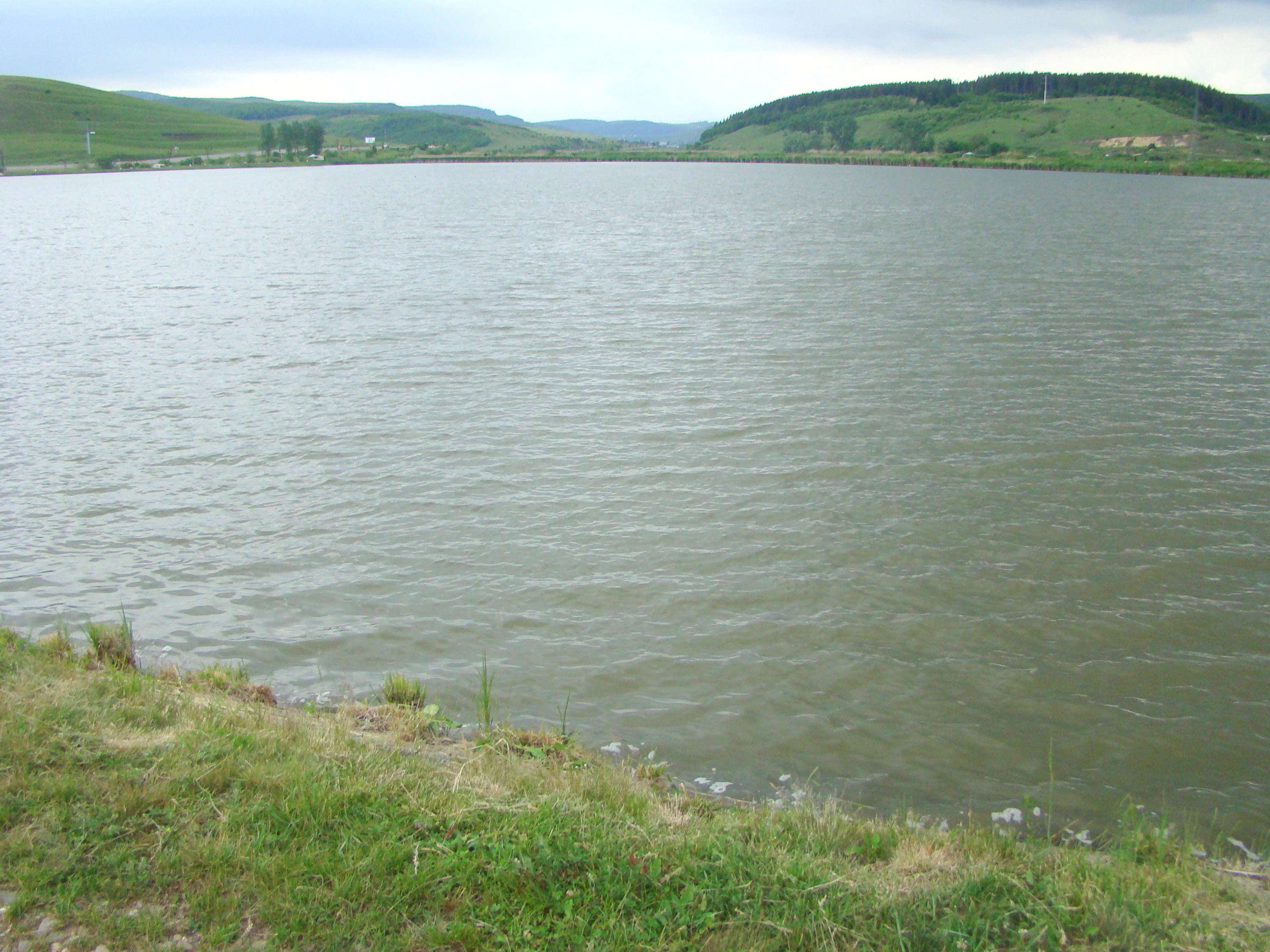
Lacul Mărtinești
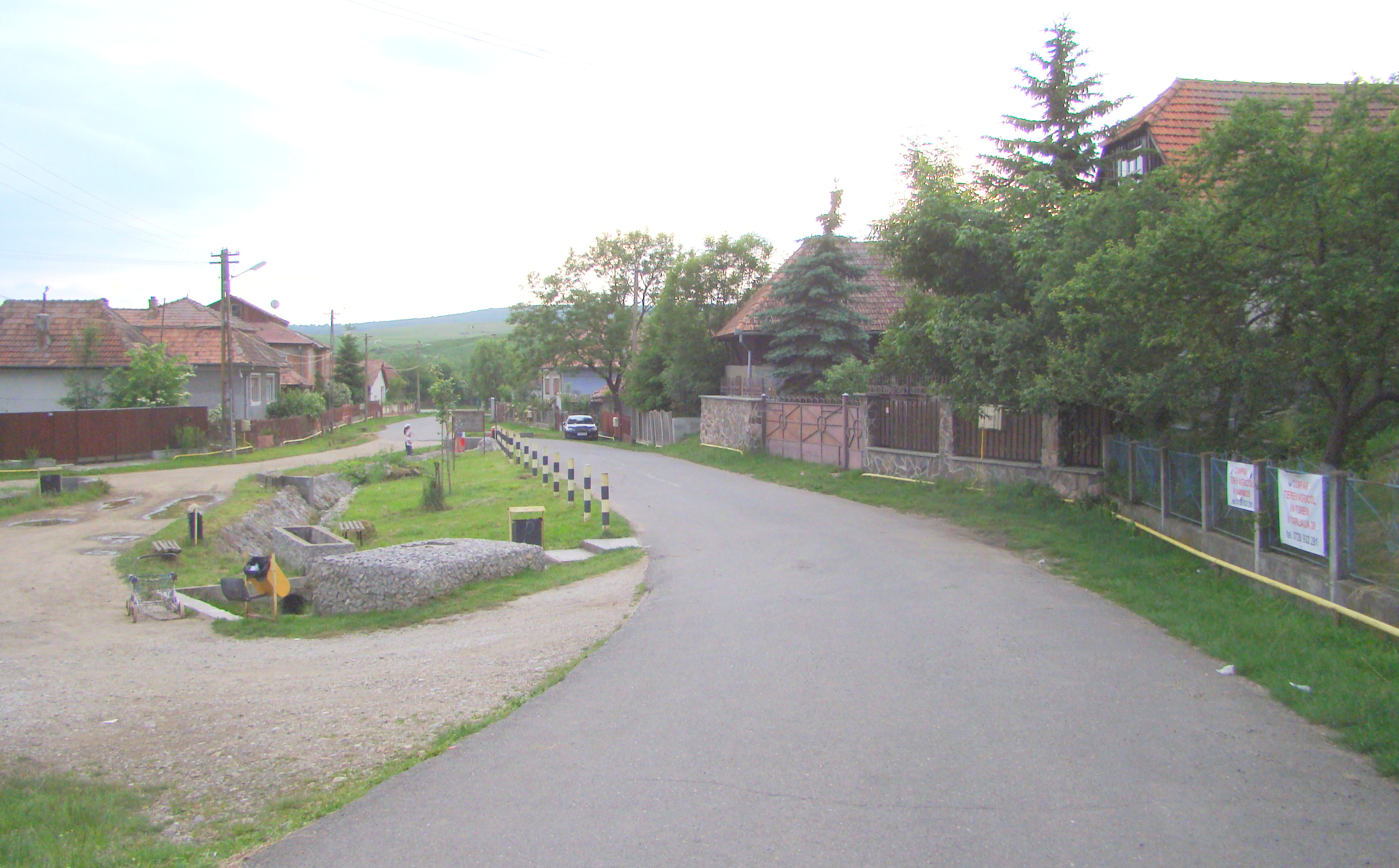
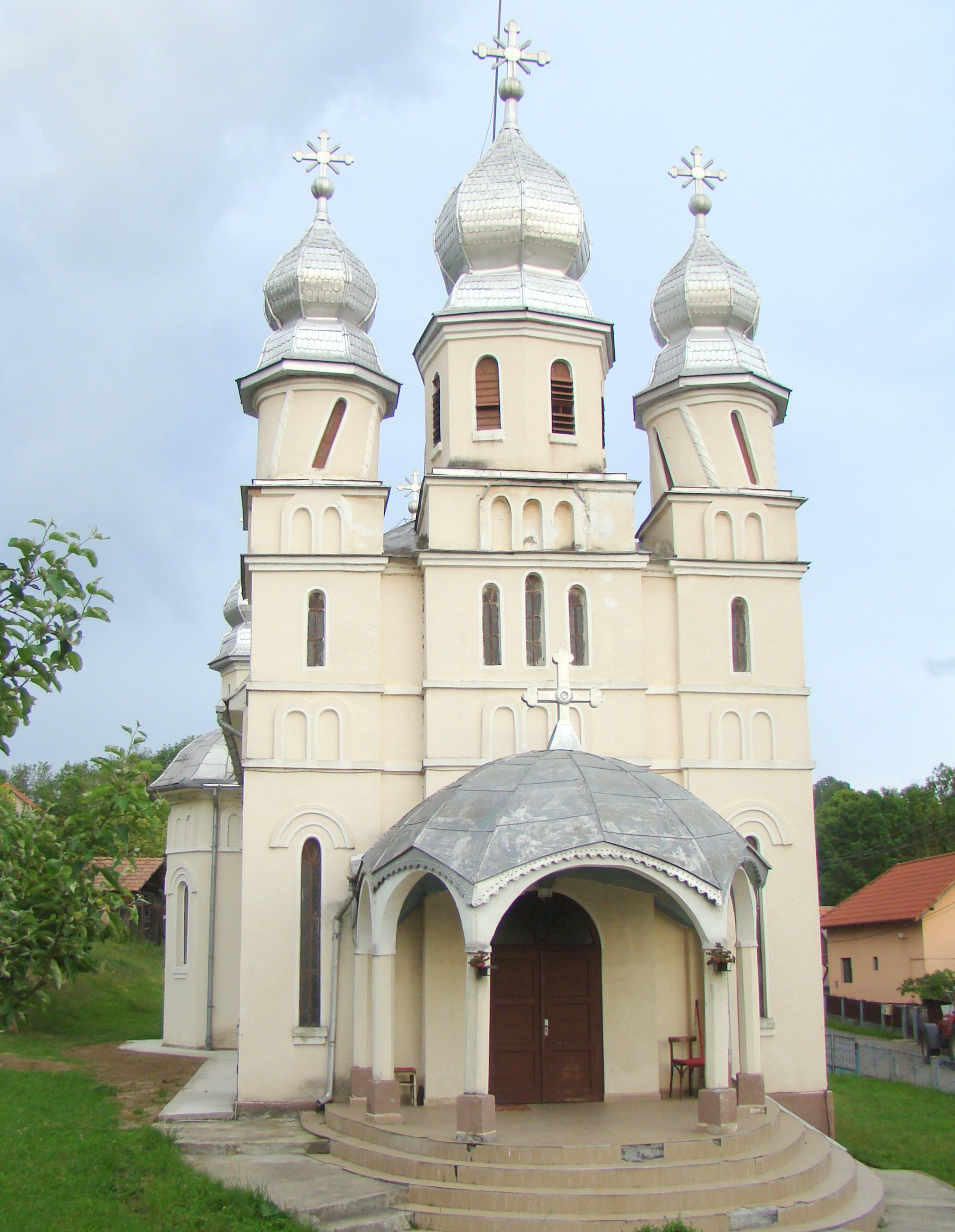
Biserica „Schimbarea la Față”
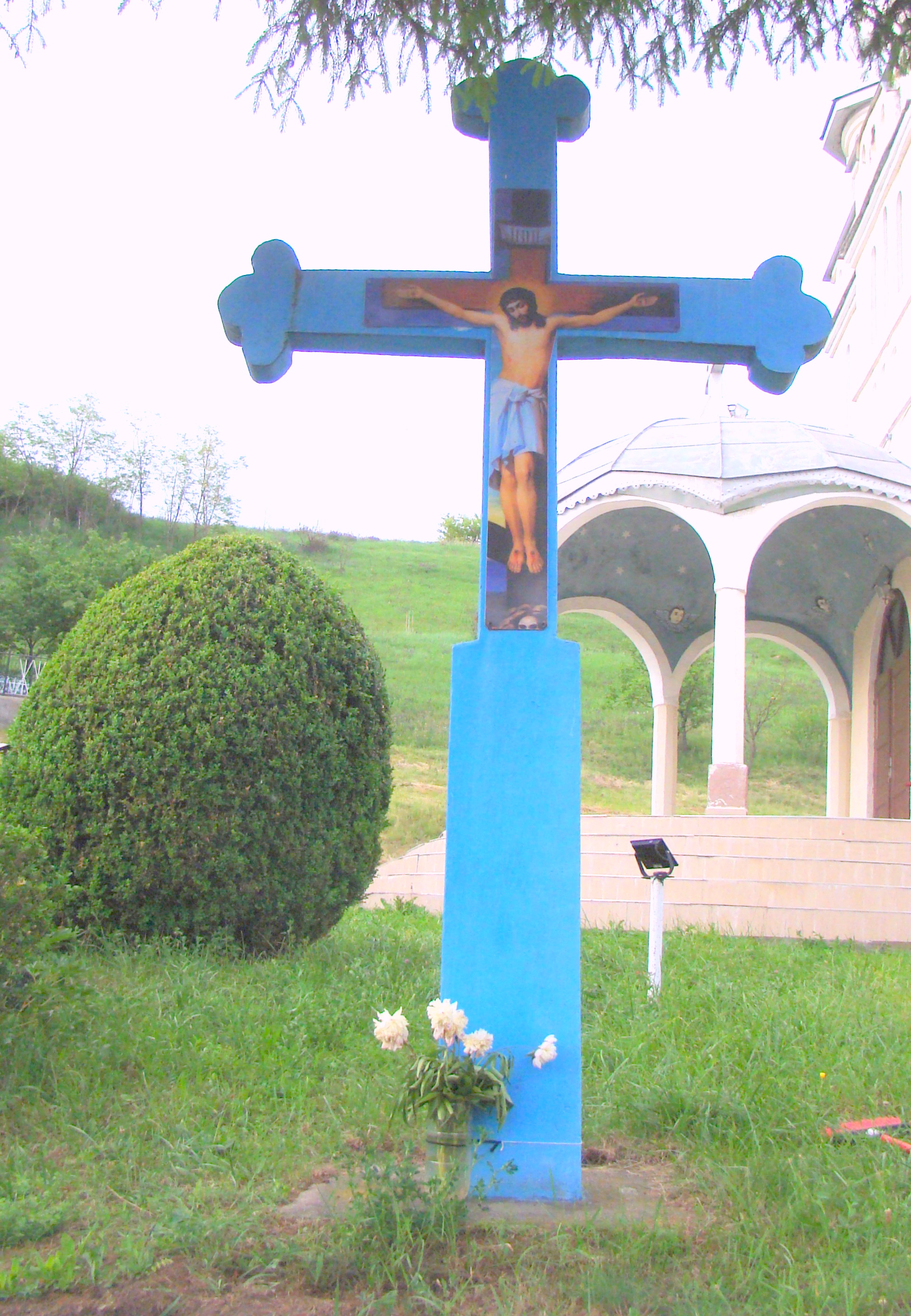
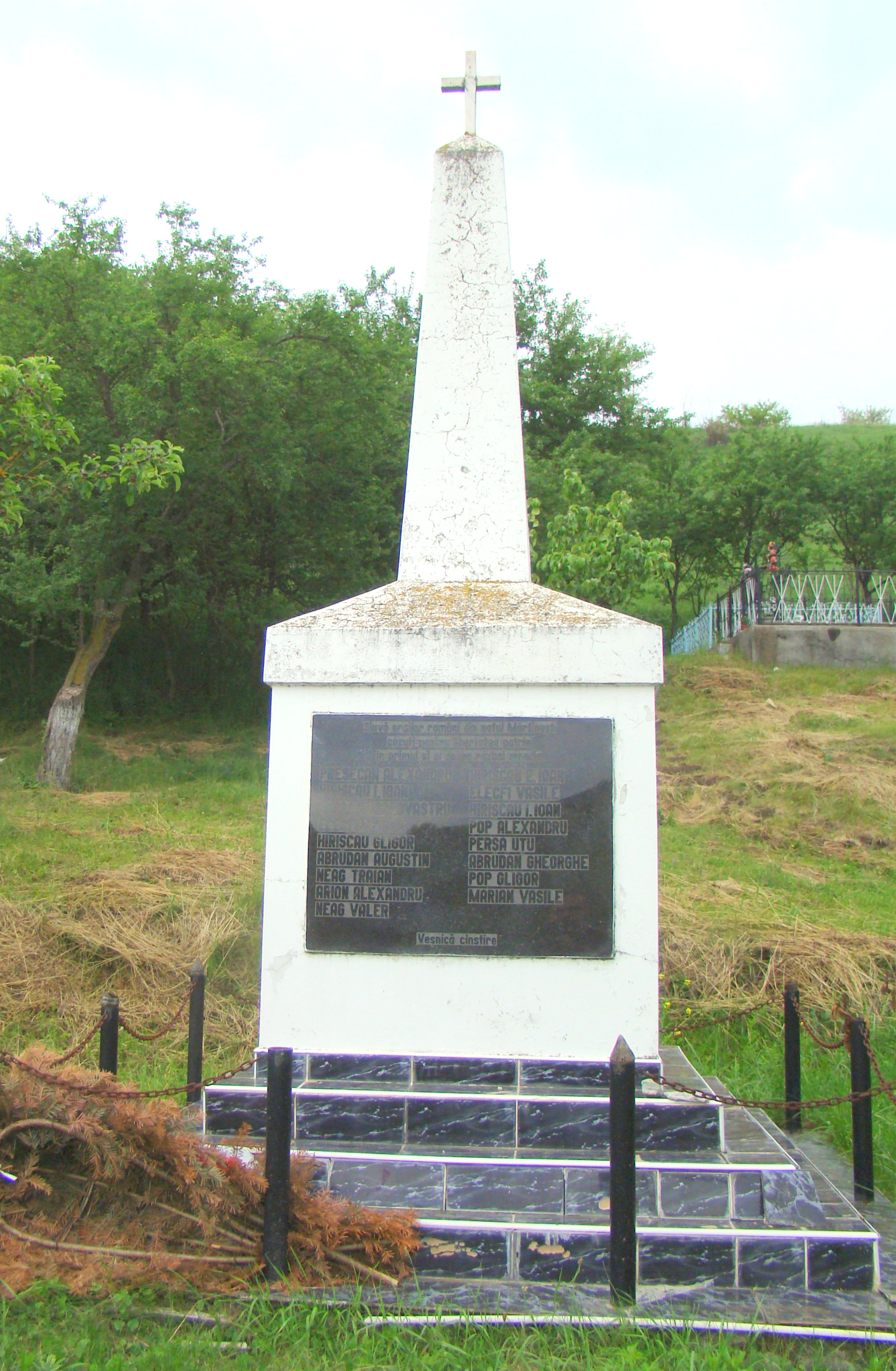
Monumentul eroilor
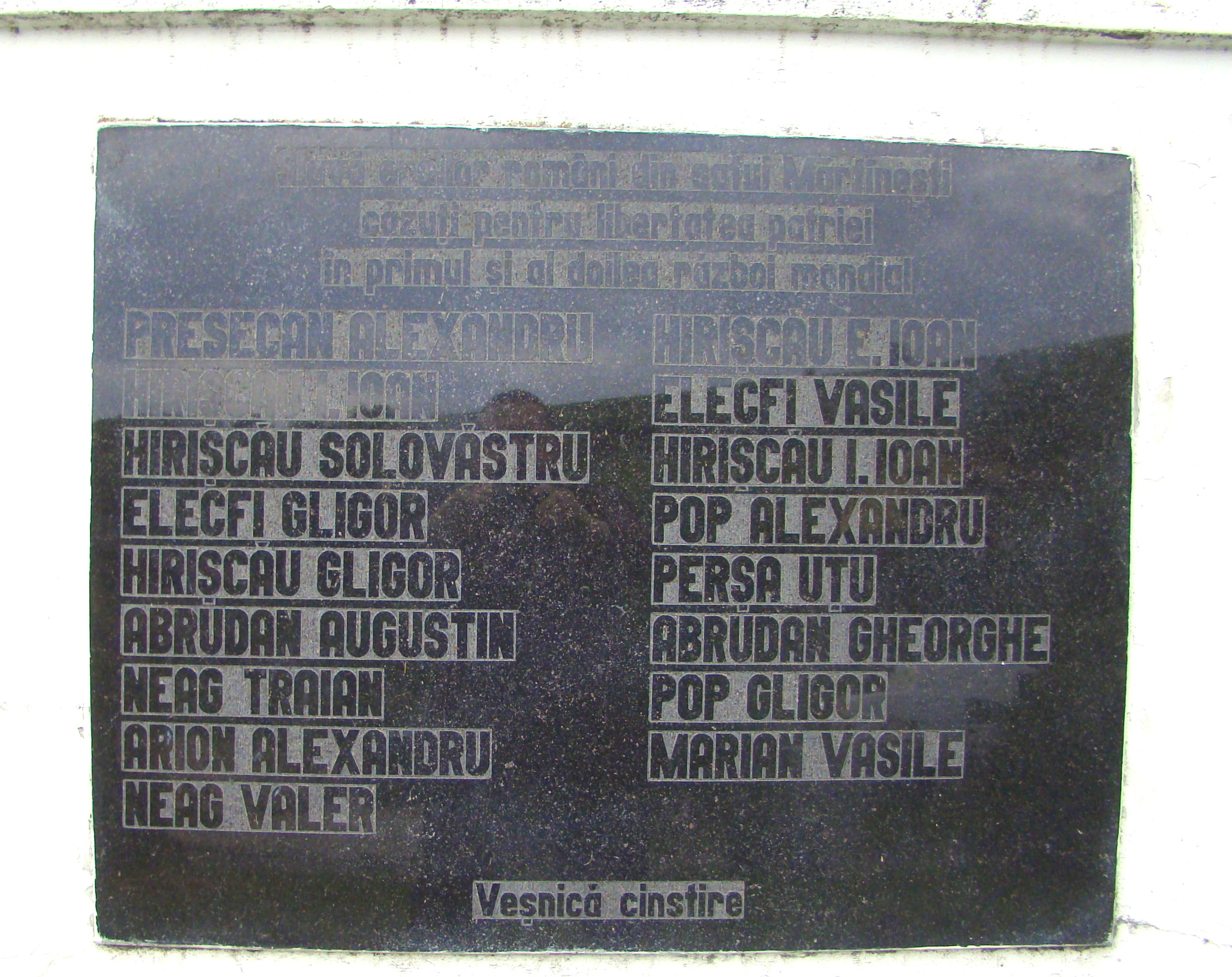
Monumentul eroilor (detaliu)
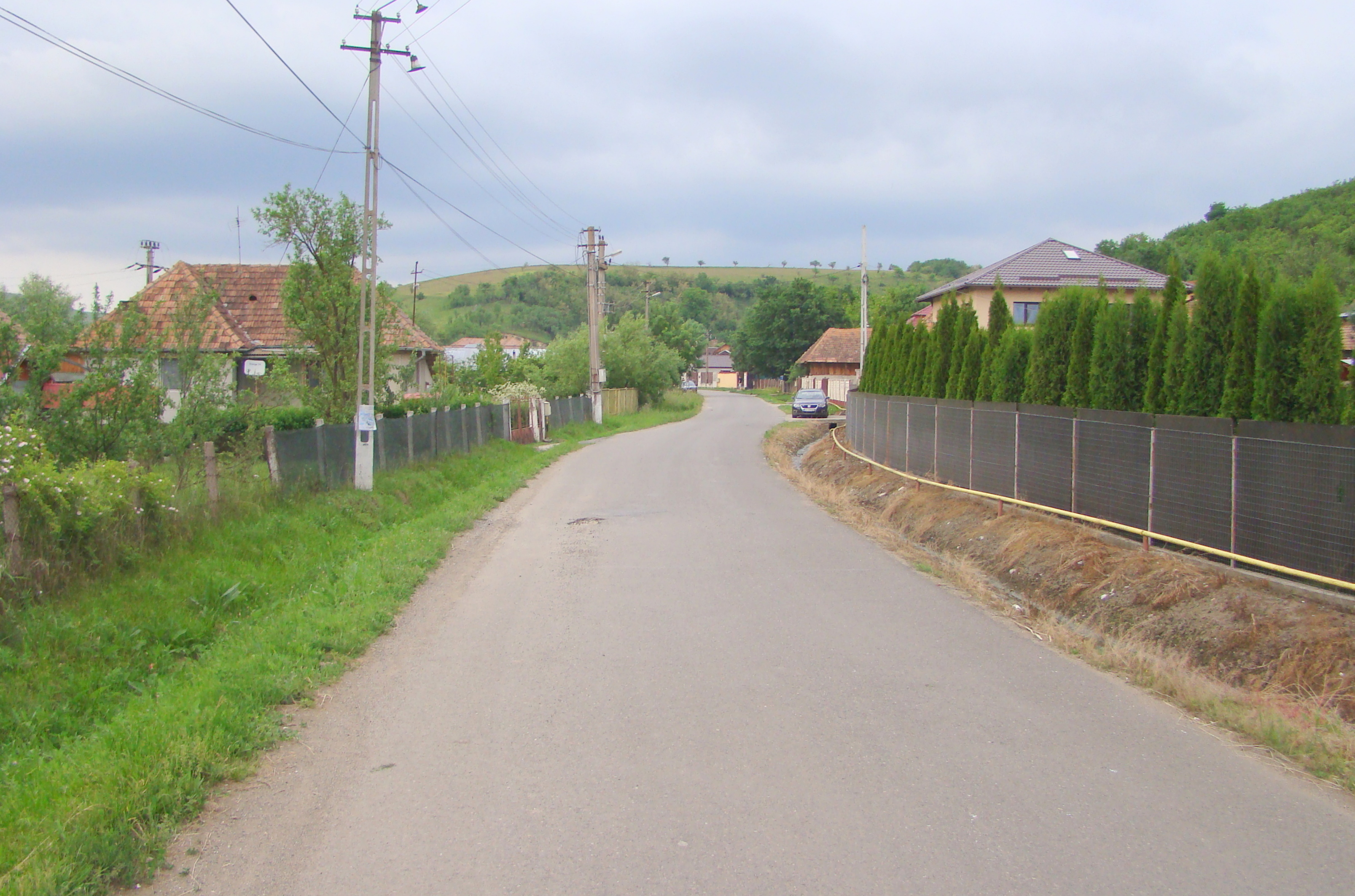
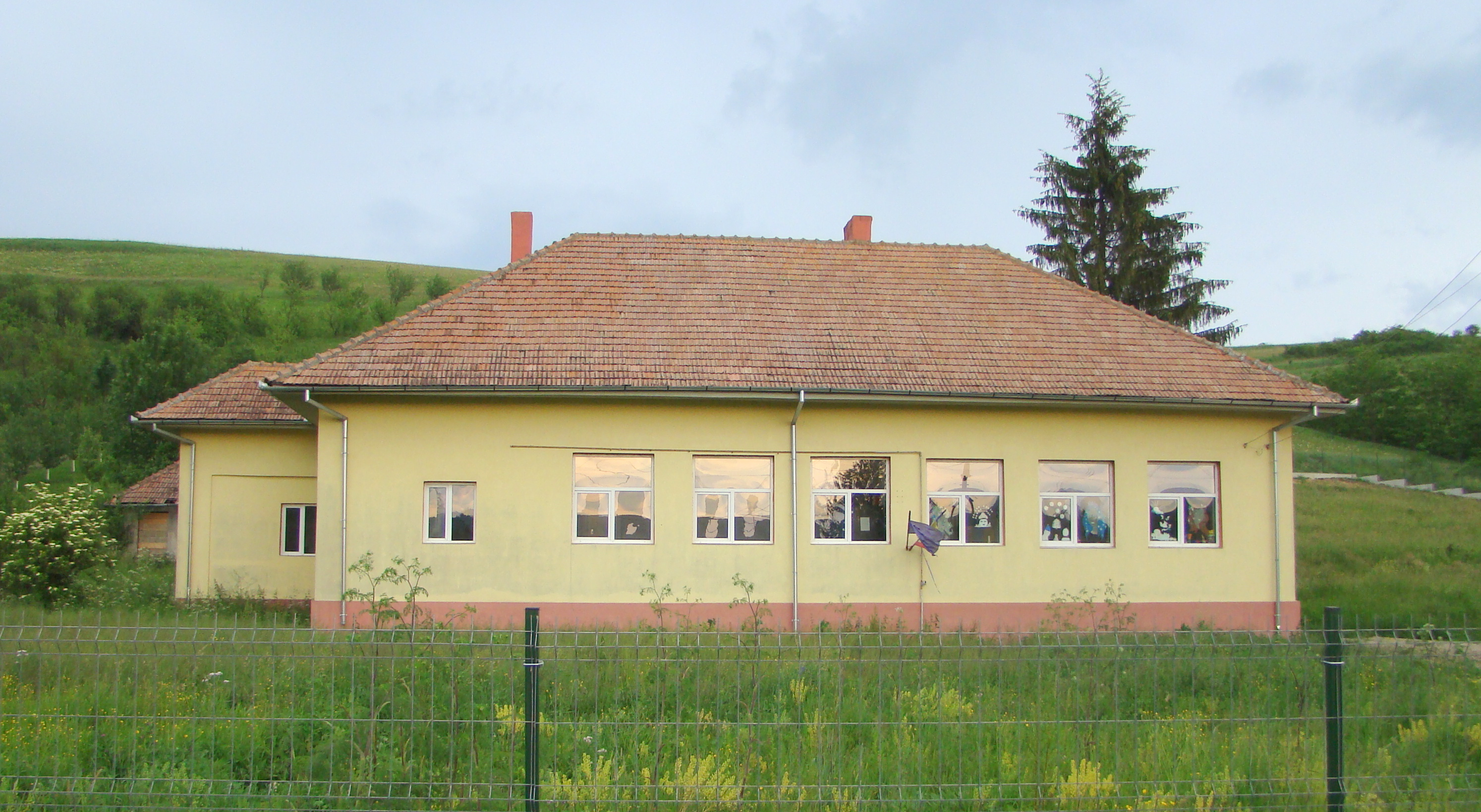
Școala
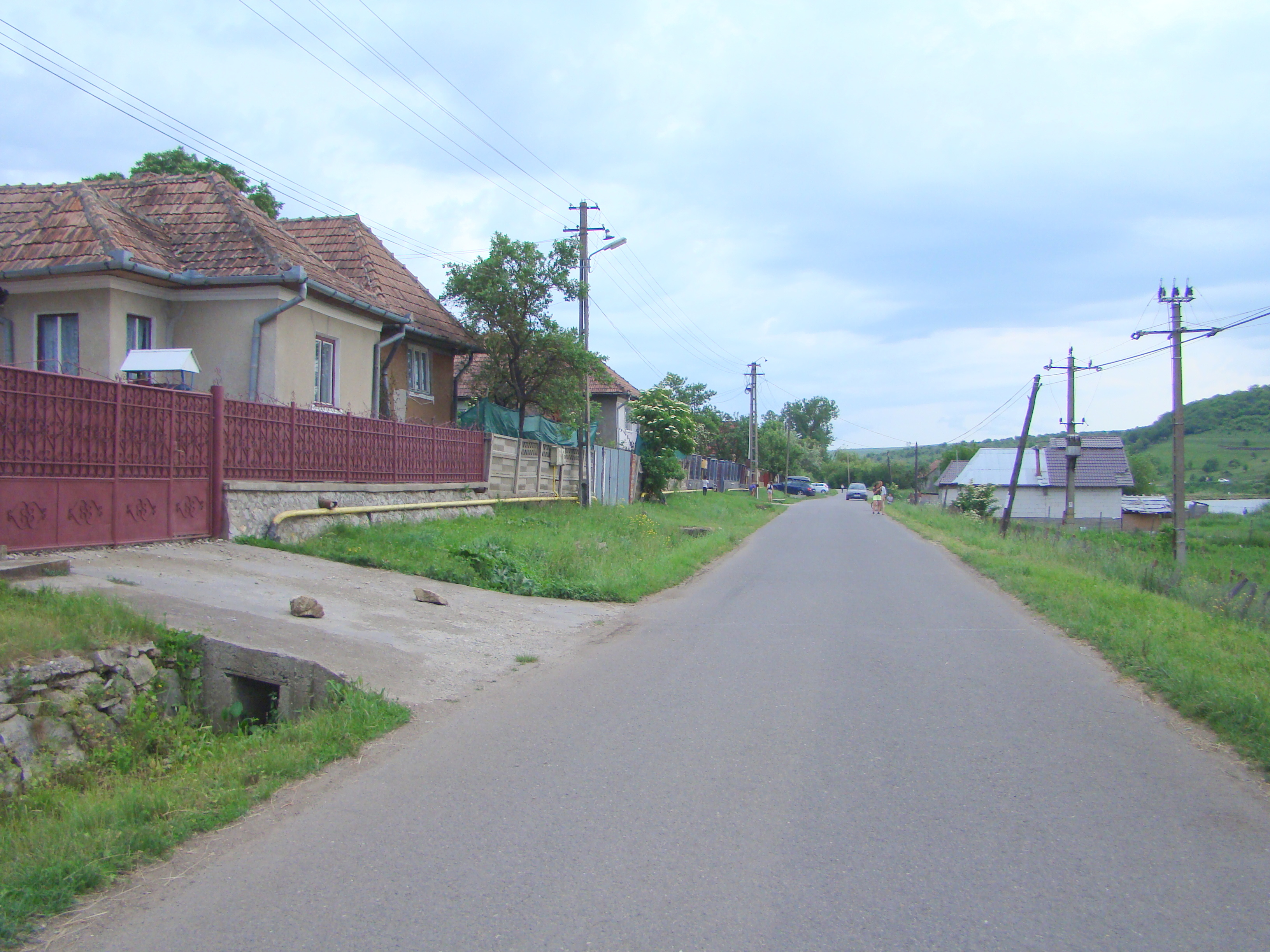
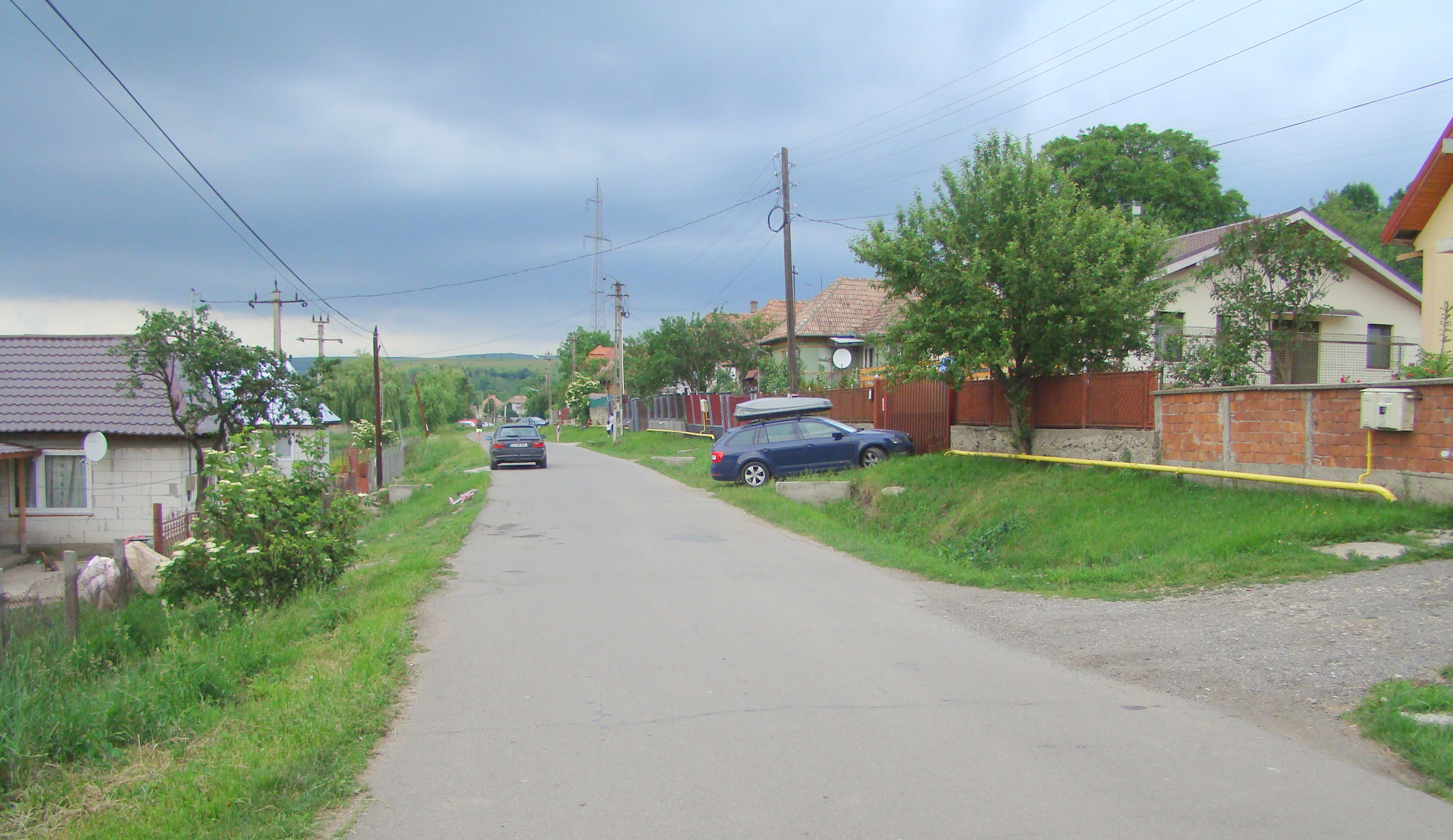
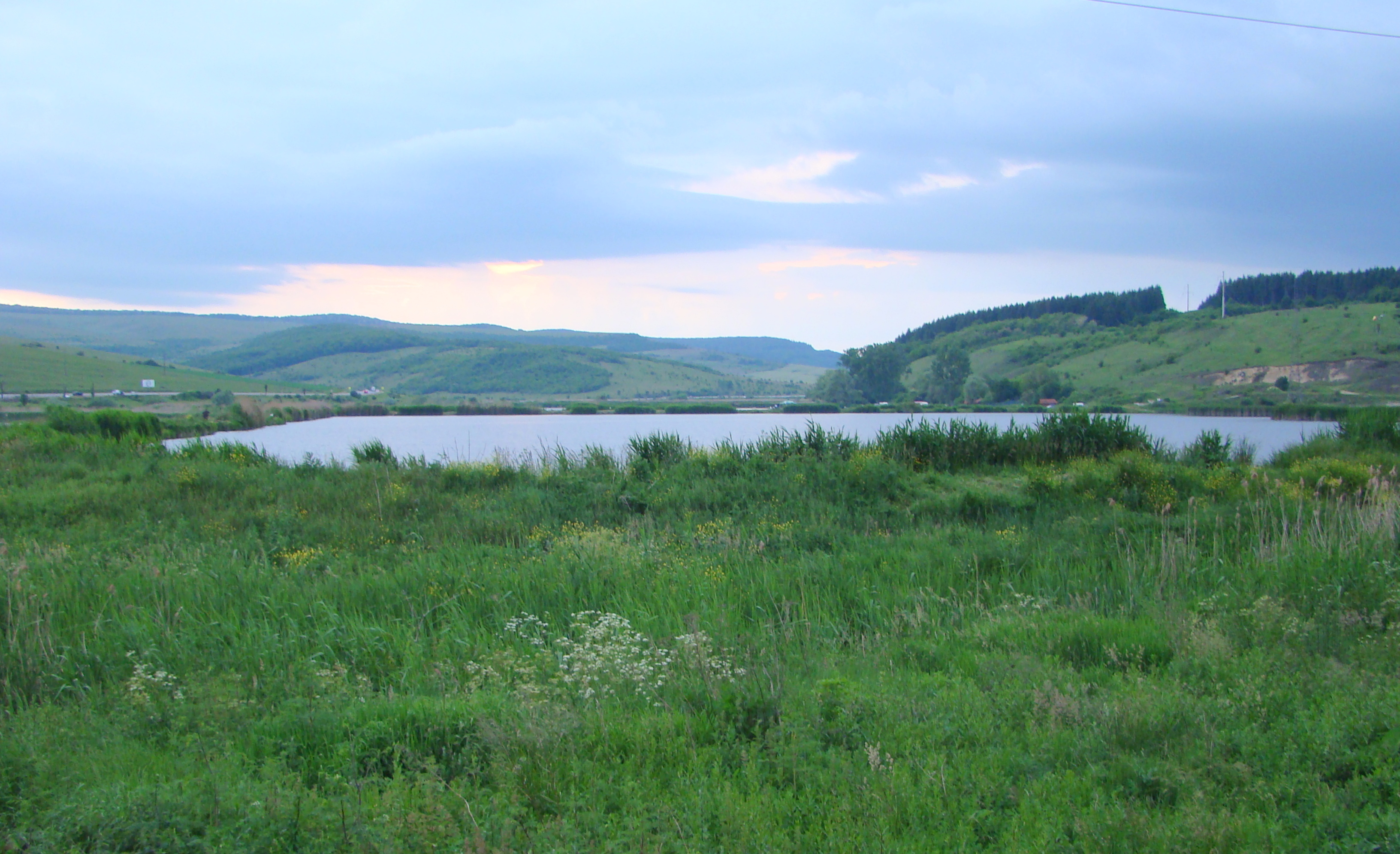
Împrejurimi
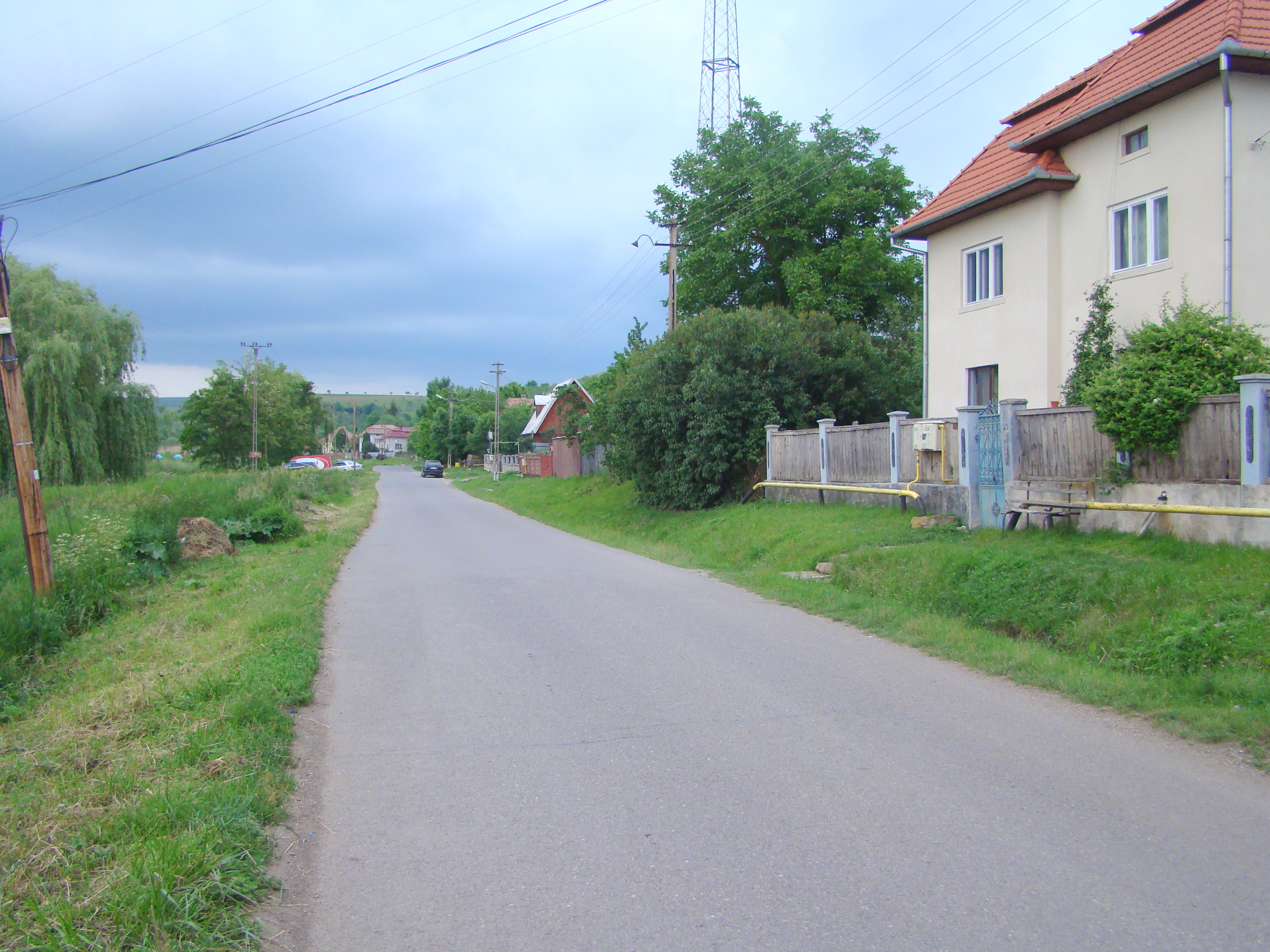